# Bergslagens artilleriregemente
Bergslagens artilleriregemente (A 9) är ett artilleriförband inom svenska armén som verkat i olika former åren 1943–2000 och återigen från fjärde kvartalet 2022. Förbandsledningen kommer att vara förlagd i Kristinehamns garnison i Kristinehamn.

## Historia

### Bildandet
Inför försvarsbeslutet 1942 omfattade artilleriets fredsorganisation fyra fördelningsartilleriregementen, ett kårartilleriregemente, ett fästningsartilleriregemente och två artillerikårer, samt tre luftvärnsregementen och fyra beredskapsdivisioner. 1941 års försvarsutredningen  föreslog att luftvärnsartilleriet skulle avskiljas från artilleriet och bilda ett eget truppslag. Vidare föreslogs att ett nytt kårartilleriregemente skulle bildas inom det då nya V. militärområdet. Försvarsutredningen föreslog att regementet skulle förläggas till ett nytt kasernetablissement i Örebro och benämnas Närkes artilleriregemente (A 9). Försvarsutredningens förslaget ingick i den proposition som regeringen presenterade för riksdagen den 27 mars 1942.
Dock hade chefen för armén Ivar Holmquist i sitt yttrande över försvarsutredningens förslag, menat på att Örebro som förläggningsort var en mindre lämpligt för det nya kårartilleriregementet. Där han istället förordade att regementet skulle förläggas till Kristinehamn och benämnas Bergslagens artilleriregemente. 1942 års försvarsberedning hade inget att invända mot arméchefens yttrande, men föreslog att istället för Örebro skulle regementet kunna förläggas till exempelvis Filipstad eller Karlskoga. Den 8 maj 1942 presenterades regeringens proposition för riksdagen gällande förläggningsort för nytt kårartilleriregemente, där ett antal alternativ presenterades som förläggningsort för det nya kårartilleriregementet. För Kristinehamn presenterades tre olika alternativ benämnda "Alternativ A, B och C", där alternativ C som utgjorde ett område väster om staden vid Varnumsviken. Där staden kostnadsfritt skulle ställa mark till statens förfogande, skulle även uppföra 95 lägenheter till regementets förfogande. I den mark som staden erbjöd sig att överlåta ingick Presteruds herrgård. Karlskogas förslag till alternativ förläggningsort utgjordes av två områden Kilsta i nordvästra Karlskoga, samt ett område på 400 hektar, i höjd med Storängen, mellan sjön Möckeln och den allmänna vägen mot Degerfors, cirka två kilometer söder om Karlskogas centrala del. Örebros förslag till alternativ förläggningsort utgjordes av ett område, i höjd med Aspholmen/Bista-Pilängen/Nasta, mellan dåvarande Hallsbergsvägen och Svartån. De ekonomiska kostnaderna, exklusive markkostnader, för att uppföra ett kasernetablissement i de tre olika städerna ansågs jämförbara. I den totala jämförelsen ansågs dock Örebro vara det minst fördelaktiga alternativet ur militär synvinkel. Då det föreslagna området inte erbjöd någon omväxlande terräng samt ett längre avstånd till en lämplig badplats. Därav ansågs Karlskoga och Kristinehamn som likvärdiga, men där Kristinehamn lyftes fram med att staden utgjorde en mindre risk för luftangrepp, bättre samövningar med de två infanteriregementena Värmlands regemente och Livregementets grenadjärer, en mycket god bostadstillgång. Försvarsberedningen och regeringen summerade utredning med att även om Örebro av militära skäl ägde företräde till det nya regementet, så fick staden stå tillbaka framför Karlskoga och Kristinehamn, på grund av mindre goda övningsmöjligheterna. Karlskoga lyftes fram av arméchefen, då han ansåg fördelarna med närheten till det då planerade arméskjutfältet i Villingsberg. Regeringen gjorde dock en annan bedömning efter inrådan av artilleriinspektören, Arméförvaltningens artilleri- och tygdepartement och Fortifikationsstyrelsen att kårartilleriregemente slutligen skulle förläggas till Kristinehamn och benämnas Bergslagens artilleriregemente (A 9). Det då bland annat Kristinehamn även kunde erbjuda ett högre allmänt läroverk framför Karlskogas samrealskola. Den 17 maj 1942 antog riksdagen regeringens proposition, där Närkes artilleriregemente (A 9) istället skulle förläggas till Kristinehamn och benämnas Bergslagens artilleriregemente (A 9).
Regementet bildades officiellt den 1 juli 1943, i samband med att Carl Årmann utnämndes till regementets första chef. Värnpliktsutbildningen påbörjades den 24 april 1944, då de första rekryterna ryckte in. Regementet sattes till en början upp som ett kårartilleriregemente, då det huvudsakligen tillfördes tung artillerimateriel. Under andra världskriget svarade regementet för en pansardivision med 10,5 cm Haubits m/39, dragen av Terrängbil m/1942 M och 15 cm haubits m/39, dragen av Terrängdragbil m/1942 typ TVC samt en stormdivision med Stormartillerivagn m/43. Den 27 april 1945 invigdes regementet officiellt av Kronprins Gustav Adolf.

### OLLI-reformen
I samband med OLLI-reformen, vilken genomfördes inom försvaret åren 1973–1975, bildades A-förband, B-förband och C-förband. A-förbanden var regementen som tillfördes ansvaret för ett försvarsområde, och med det blev ett försvarsområdesregemente. Försvarsområdesregementet tillfördes samtidigt mobiliserings- och materialansvaret inom försvarsområdet. Detta medförde att Bergslagens artilleriregemente som ingick i Karlstads försvarsområde kom att bli ett B-förband (utbildningsregemente), medan Värmlands regemente (I 2) sammanslogs den 1 juli 1973 med Karlstads försvarsområde (Fo 52), vilket namnändrades samtidigt till Värmlands försvarsområde, och bildade ett A-förband.

### 1974 års regeringsform
I samband med att 1974 års regeringsform trädde i kraft den 1 januari 1975, ändrades namnet från Kungliga Bergslagens artilleriregemente till enbart Bergslagens artilleriregemente. Samtidigt fråntogs Konungen den formella rollen som högste befälhavare för krigsmakten, vilket även kom att gälla rollen som förbandschef över gardesförbanden. Från den 1 januari 1975 blev monarken istället hederschef över gardesförbanden.

### Försvarsbesluten
Inför både försvarsbeslutet 1977 och försvarsbeslutet 1982 undantogs Bergslagens artilleriregemente från att utredas av Försvarets rationaliseringsinstitut. Vid 1977 års försvarsbeslut undantogs regementet tillsammans med Norrlands artilleriregemente (A 4), Gotlands artilleriregemente (A 7), Bodens artilleriregemente (A 8/Fo 63) och Bergslagens artilleriregemente (A 9) av regionalpolitiska skäl. Istället ansåg Försvarets rationaliseringsinstitut att Smålands artilleriregemente (A 6) med Artilleriets kadett- och aspirantskola (ArtKAS) samt miloverkstaden i Jönköping skulle avvecklas. Detta skulle då medföra att grundutbildningskontingenten vid A 6 skulle kunna fördelas på Wendes artilleriregemente (A 3), Bergslagens artilleriregemente (A 9), Norrlands artilleriregemente (A 4) och Bodens artilleriregemente (A 8). Värnpliktsstyrkan vid A 3, A 4 och A 9 skulle då bli tillräckligt stor för att medge grundutbildning av en fältstark bataljon. Dock slutade försvarsbeslutet med att inget artilleriregemente avvecklades i fredsorganisationen. Istället upplöstes och utgick förband inom krigsorganisationen, bland annat 16. arméfördelningen i Karlstad.
Inför 1982 års försvarsbeslut undantogs Bergslagens artilleriregemente, Bodens artilleriregemente, Gotlands artilleriregemente, Norrlands artilleriregemente samt Wendes artilleriregemente från granskning gällande att finna en kostnadsreducering inom artilleriet. Bakgrunden till att Bergslagens artilleriregemente undantogs, var på grund av att det var det artilleriförband som hade närmast till de två största skjutfällen — Älvdalen och Villingsberg. Istället föreslogs en avveckling av Smålands artilleriregemente, samt att Artilleriets officershögskola (ArtOHS) skulle omlokaliseras, av regionalpolitiska skäl, till Kristinehamn.
Inför försvarsbeslutet 1992 föreslog regeringen i sin proposition för riksdagen bland annat att Värmlands regemente (I 2/Fo 52) och Värmlandsbrigaden (IB 2) skulle omlokaliseras till Kristinehamn. Detta med anledning av att regeringen ville nå ytterligare rationalitet vid produktion av infanteribrigaderna. Den 1 juli 1994 var de båda förbanden Värmlands regemente och Värmlandsbrigaden på plats i Kristinehamn, och etablissementet i Karlstad påbörjade att avvecklas.
I regeringens proposition 1996/97:4, vilken var etapp 2 i försvarsbeslutet 1996, föreslog regeringen en avveckling av Svea artilleriregemente. Detta tillsammans med Livgrenadjärbrigaden (IB 4) och Svea trängkår (T 1), Mellersta arméfördelningen samt försvarsområdesstaben vid Livgrenadjärregementet (I 4/Fo 41). Regeringens viktigaste motiv till valet av Svea artilleriregemente och Svea trängkår, var att de alternativa förbanden Bergslagens artilleriregemente (A 9) och Göta trängkår (T 2) samtliga var samlokaliserade med enheter för central utbildning och utveckling inom respektive funktion.

### Regementet läggs ner...
Genom försvarsbeslutet 2000 ansåg regeringen att endast fyra artilleribataljoner behövdes i den framtida insatsorganisationen. Vad som stod helt klart inför försvarsbeslutet var att Wendes artilleriregemente (A 3) och Gotlands artilleriregemente (A 7) skulle avvecklas. Vilket regemente som skulle behållas i den framtida insatsorganisationen, stod mellan Norrlands artilleriregemente (A 8) och Bergslagens artilleriregemente (A 9). Det som talade för att behålla A 8, var den direkta närheten till övnings- och skjutfält, samt en möjlig garnisonssamordning och samverkan med främst Norrbottens regemente och Norrbottensbrigaden (MekB 19). Det som talade för en avveckling var stora avstånd och begränsade möjligheter att samöva med huvuddelen av markstridskrafterna och skolor för officersutbildning. Det som talade för att behålla A 9 i Kristinehamn var närheten till Älvdalens skjutfält samt möjligheten till samövning med ett stort antal förband i södra och mellersta Sverige. Men även att Kristinehamn redan utgjorde ett kompetenscentrum för artillerifunktionen genom Artilleriets stridsskola (ArtSS) som redan var lokaliserad till Kristinehamn. Regeringen valde därmed att föreslå en avveckling av Norrlands artilleriregemente (A 8). Men i samma förslag ansåg regeringen att det var viktigt artilleriförbanden även ges vinterförmåga. Därmed skulle en artilleribataljon behållas i Boden och inordnas under Norrbottens regemente (I 19). Men med försvarsbeslutet 2000 kom Bergslagens artilleriregemente att avvecklas den 30 juni, för att den 1 juli 2000 bilda Artilleriregementet (A 9).

### ... och återetableras
Den 28 januari 2019 hade Kristinehamns, Karlskoga och Karlstads kommuner en gemensam presskonferens i Kristinehamn, där de gemensamt lade fram ett förslag om att återetablera ett artilleriregemente till Kristinehamn. Bakgrunden till kommunernas utspel var den perspektivstudie som planerades att överlämnas till riksdagen våren 2019. Kommunerna gick ut gemensamt för att sätta Kristinehamn på kartan och skapa utveckling och tillväxt för regionen. Kommunerna menade att mycket av infrastrukturen som lokaler, områden, skjutfält och andra faciliteter fanns kvar sedan garnisonen i Kristinehamn lämnades 2006. Den 14 maj 2019 överlämnade försvarsberedningen sin rapport, "Värnkraft", till försvarsminister Peter Hultqvist. I rapporten konstaterade försvarsberedningen bland annat att indirekt bekämpning med artilleri- och granatkastarförband är avgörande för att arméförband ska nå framgång i striden. Därmed ansåg försvarsberedningen att det krävdes fler artilleriförband, då de två artilleribataljonerna vid Artilleriregementet i Boden inte ansågs tillräckliga för de krav som ställs. Som förstärkningsåtgärd föreslog försvarsberedningen att utveckla den indirekta elden perioden 2021–2025. Fokus skulle då ligga på bataljons- och brigadartilleriet samt inleda uppsättandet av ett förstärkningsartilleri i form av divisionsartilleribataljoner.
I Försvarsmaktens budgetunderlag för 2021, föreslog Försvarsmakten till regeringen återhållsamhet med att upprätta nya organisationsenheter, det på grund av stora investeringskostnader och långa ledtider gällande miljötillståndsprövning. Den 7 juli 2020 meddelade regeringen att man begärde in kompletterande budgetunderlag för 2021 från Försvarsmakten. I uppdraget skulle Försvarsmakten justera budgetunderlaget för 2021, där bland annat genom militärstrategiska motiv som regeringen vill återetablera artilleriutbildningen i Kristinehamn med Villingsberg som skjutfält. Den 17 juli 2020 svarade Försvarsmakten på regeringens uppdrag, där man gällande grundorganisationen föreslog att förlägga artilleriutbildningen i Villingsberg. Försvarsmakten menade att i Villingsberg fanns till stora delar en befintlig infrastruktur, skjutfält, förläggningsplatser och utbildningslokaler som kan motsvara utbildningens omfattning. Det tidigare garnisonsområdet i Kristinehamn ägdes av en privat aktör, vilket då skulle innebära ökade investeringskostnader, samt att miljötillstånd saknades avseende skjut- och övningsverksamhet i Kristinehamn. Vidare ansåg man att det inte var produktionsrationellt att dela upp en avgränsad verksamhet, som utbildning av en artilleribataljon, mellan två orter.
Inför försvarsbeslutet 2020 presenterade regeringen den 12 oktober 2020 en överenskommelse, om att från 2021 återetablera Bergslagens artilleriregemente i Kristinehamn med Villingsberg som skjutfält. Regeringen angav att Bergslagens artilleriregemente i Kristinehamn ska återetableras för att utbilda två till tre artilleribataljoner för bland annat brigaderna i södra Sverige. Bergslagens artilleriregemente föreslogs av regeringen påbörja återetableringen åren 2021–2025, för att nå full kapacitet under åren 2026–2030. Senast den 1 mars 2021 skulle Försvarsmakten redovisa myndighetens planering till Regeringskansliet (Försvarsdepartementet) över återinrättandet av Bergslagens artilleriregemente i Kristinehamn. Den 26 februari 2021 presenterade Försvarsmakten sitt budgetunderlag för 2022, där Försvarsmakten redovisade sin planering, förberedelser och verksamhet i syfte att kunna återinrätta de av försvarsbeslutet utpekade regementen. Bergslagens artilleriregemente föreslogs etableras från den 1 januari 2025 för utbildning av två-tre artilleribataljoner. År 2024 bedömer Försvarsmakten att nybyggnationer i Kristinehamn kan påbörjas för att färdigställs åren 2029–2030. Fram till att byggnationen är klar, föreslog Försvarsmakten att verksamheten vid förbandet bedrivs i tillfälliga lokaler och/eller i lokaler i anslutning till Villingsbergs skjutfält. Från 2025 planeras även grundutbildningen påbörjas vid förbandet, men redan 2021 har Försvarsmakten påbörjat artilleriutbildning i södra Sverige med Skövde garnison som bas.
Den 1 mars 2022 etablerades staben för etableringsorganisationen för Bergslagens artilleriregemente i Kristinehamn. Staben, som är en del av Skaraborgs regemente, grupperades till Kristinehamns rådhus på Kungsgatan 25 i Kristinehamn. I Försvarsmaktens budgetunderlag för 2023 föreslog Försvarsmakten att Bergslagens artilleriregemente skulle återetableras under fjärde kvartalet 2022. Vidare föreslogs att grundutbildning skulle påbörjas i Kristinehamns/Villingsbergsområdet under 2023. Den 4 december 2022 återetablerades Bergslagens artilleriregemente genom en ceremoni i Brogårdshallen, vilken representerades av bland annat prins Carl-Philip som representerat för hovet, överbefälhavare Micael Bydén, arméchef Karl Engelbrektson och försvarsminister Pål Jonson. Även Även Noraskogs kompani ur Skaraborgs regemente fanns på plats under ceremonin. Under en ceremoni den 3 april 2023 utnämndes Ola Berggren till regementets första regementsförvaltare. Detta innebar hela regementsledningen var på plats efter att regementet återetablerats. 
I samband MUCK-ceremoni i Skövde den 5 juni 2024, övertog Bergslagens artilleriregemente den artilleriutbildning på Noraskog kompani som Skaraborgs regemente bedrivit under tre grundutbildningsår. I samband med överlämningen av Noraskog kompani, överräckte chefen för Skaraborgs regemente en minnestavla till chefen för Bergslagens artilleriregemente. Tavlan som är i två delar och som tillsammans bildar en helhet, symboliserar det band som skapats mellan förbanden. Tavlan är gjuten i järn, vilket ska symbolisera länken mellan Bergslagens malmgruvor och Skövdes metallindustri. Den 5 augusti 2024 påbörjas det nya utbildningsåret vid Noraskogs kompani, vilket blir regementets första i egen regi sedan återetableringen. Grundutbildningen kommer pågå i Villingsberg, vilket är regementets primära övningsplats.
Den 1 januari 2025 återetablerades garnisonsenheten och Kristinehamns garnison, vilket innebar att Bergslagens artilleriregemente fick samordningsansvar för de som verkar inom garnisonen. Vid samma tidpunkt överlämnande Skaraborgs regemente förvaltningsansvaret för Villingsbergs och Horssjöns skjutfält.

## Verksamhet
Under 1990-talet ansvarade regementet för att utbilda fördelningsartilleristab, fördelningsartilleribataljoner samt brigadartilleribataljoner ingående i tredje arméfördelningen och fjärde arméfördelningen. År 1974 påbörjades försök med Haubits 77 och 1980 påbörjades den första värnpliktsutbildningen på pjäsen. Fram till att regementet avvecklades sommaren utbildade och svarade regementet för krigsförbanden 2. artilleriregementet, 8. fördelningshaubitsbataljonen, 15. fördelningshaubitsbataljonen, 16. fördelningshaubitsbataljonen, 17. fördelningshaubitsbataljonen och 22. fördelningshaubitsbataljonen.
Hösten 2019 utarbetade Artilleriregementet (A 9) tillsammans med Skaraborgs regemente (P 4) ett förslag med att påbörja och bygga upp artilleriutbildning i Skövde, för att sedan flytta den till den ort som riksdagen fastställde. Under våren 2021 kom Archer-instruktörer från Boden och sommaren 2021 planerades utbildningen av 44 värnpliktiga påbörjas vid nystartade Noraskogs kompani. Hösten 2021 planerades kompaniet tillföras tre Archer-pjäser. Noraskogs kompani, med major Daniel Lagrell som chef, formerades som ett reducerat pjäskompani med en pjäspluton samt en stab- och trosspluton.

### Utbildningskompanier
- Bro kompani – närskydd- och befälsutbildningskompani
- Kopparberg kompani – Skolkompani & Vpl
- Noraskog kompani – pjäskompani
- Lekhyttan kompani – stab och trosskompani
- Riseberga kompani – pjäskompani
- Tingvalla kompani – depåkompani
- Ekeby kompani – skolkompani och utbildning av kompani- och plutonsbefälsvärnpliktiga
- Ransäter kompani – ?
- Eda Skans kompani – Ledningskompani
- Finnskoga kompani – ?

## Tidigare ingående enheter

### Artilleriets officershögskola
Artilleriets officershögskola (ArtOHS) var en officershögskola som verkade i olika former åren 1907–1998. Efter att Smålands artilleriregemente avvecklades den 30 juni 1985, kom Artilleriets officershögskola (ArtOHS) att omlokaliseras till Kristinehamn. Den 26 juni 1985 hölls en inflyttningsceremoni, från den 1 juli 1985 förlades skolan officiellt till regementet och underställdes chefen för Bergslagens artilleriregemente. Den 1 juli 1991 uppgick skolan i det nybildade Arméns artillericentrum (ArtC).

### Artilleriskjutskolan
Artilleriskjutskolan (ArtSS) är en fack- och funktionsskola som verkat i olika former sedan 1867. Åren 1948–1966 var skolan underställd chefen för Bergslagens artilleriregemente. Skolan var under denna tid förlagd till Villingsbergs skjutfält. År 1966 omlokaliserades skolan till Älvdalens skjutfält och blev samtidigt en självständig myndighet. Åren 2000–2021 var skolan en del av Artilleriregementet, sedan 2022 är skolan en del av Bodens artilleriregemente.

## Förläggningar och övningsplatser

### Förläggning
När regementet bildades 1943 kom dess första delar på plats till Kristinehamn den 1 november 1943. Staben som var först att sätta upp i Kristinehamn förlades till en villa i stadsdelen Sanna, samt till Frödingestugan på Bryggerivägen 10. Den 1 maj 1944 påbörjades verksamheten officiellt i Kristinehamn. Under 1970-talet utvidgades kasernområdet genom att man uppförde nytt kokhus, pjäsbodar, truppserviceförråd, idrottshall, vårdhall och en ny drivmedelsanläggning. Under början av 1980-talet uppfördes en ny pjäshall och på 1990-talet uppfördes en ny matsalsbyggnad samt två kaserner. Förvaltningsansvaret över kasernetablissementet övergick den 1 juli 1994 till Värmlands regemente. År 2000 övergick förvaltningsansvaret kasernetablissementet till det nybildade Artilleriregementet. Genom försvarsbeslutet 2004 beslutades att Artilleriregementet skulle omlokaliseras till Bodens garnison, vilket medförde att regementsstaben genom en avslutningsceremoni den 31 augusti 2005 lämnade Kristinehamn. Avslutningsceremonin markerade samtidigt slutet för den militära verksamheten i Värmland, då även personal från Försvarsmaktens logistik och Försvarsmaktens sjukvårdscentrum medverkade vid ceremonin. Den kvarvarande verksamheten i Kristinehamn övergick till en avvecklingsorganisation, vilken skulle vara helt avvecklad den 31 december 2005.
Inför återetableringen av regementet utredes tre alternativa områden som förläggning. Antingen återtagning av det tidigare kasernetablissementet i Presterud, eller ett nytt kasernetablissementet vid Harberget i anslutning till E18. Ett tredje alternativ ska ha varit att uppföra ett kasernetablissement i området mellan Björkvallens ishall och idrottsplats och Kristinehamns energi vid riksväg 26. Det då det före detta övningsområdet ligger mera rätt till, jämfört med att uppföra ett kasernetablissement vid Harberget. Den 28 januari 2022 meddelade Försvarsmakten vid en presskonferens i Kristinehamn, att man valt Harberget som plats för återetableringen av Bergslagens artilleriregemente. Vid presskonferens närvarande Kristinehamns kommundirektör Martin Willén, Kristinehamns kommunstyrelses ordförande Marie Oudin (M), Fortifikationsverkets regionchef Jan-Olov Hedqvist, Skaraborgs regemente chef Stefan Pettersson, Bergslagens artilleriregementes etableringschef Sven Antonsson. Att man valde Harberget som plats, ansågs var ekonomiskt fördelaktigt att bygga nytt, jämfört med ett återtagande av Presterudsområdet. Harbergets geografiska placering, med en direkt anslutning till riksväg 26 och E18, för vidare transport till Försvarsmaktens skjutfält i Älvdalen samt Villingsberg, var något som påverkade valet. Det framför att behöva transportera materiel på Presterudsvägen genom Kristinehamn. Den 1 mars 2022 grupperades den arbetsgrupp tillhörande Skaraborgs regemente, som leder återetableringen av Bergslagens artilleriregemente, till Kristinehamns rådhus. Regementets utbildningsverksamheten kommer i samband med återetableringen att placeras i Villingsberg, medan regementets stabsfunktionen kommer finnas i Kristinehamns rådhus.
Den 29 mars 2023 presenterade Fortifikationsverket tillsammans med Försvarsmakten och Kristinehamns kommun om hur verksamheten i Kristinehamn ska växlas upp. Det genom att temporära kontorsmoduler etableras på den tidigare husvagnsparkeringen strax öster om gamla Cabbyfabriken i Övre Kvarn. kontorsmodulerna kommer uppföras i två etapper, där etapp 1 startar våren 2023 och etapp 2 hösten 2024. Målsättningen är att etableringen är helt klar i början av 2025. Kontorsmodulerna kommer bestå av moduler i form av en vinkelbyggnad i tre plan, samt en mindre byggnad i två plan och ger Försvarsmakten drygt 4 000 kvadratmeter yta som kommer inrymma 100 kontorsplatser. I samband med Bergslagens artilleriregemente förläggs till de temporära kontorsmodulerna, så kommer även Örebro-Värmlandsgruppen flytta merparten av sin Örebrobaserade verksamhet till Kristinehamn. I maj 2023 upptäcktes arsenik i marken, det i samband med att en provgrävning, därmed omkullkastades planerna med att placera kontorsmoduler på Cabbys gamla husvagnsparkering.
Den 11 april 2024 flyttade regementsstaben in i de temporära kontorsmodulera vid Harberget. Rådhuset i Kristinehamn kommer i fortsättningen disponeras av regementet för representation. Inventarier som fram till 2005 fanns i Presteruds herrgård flyttades från Boden till Rådhuset.

### Övningsplatser
Från den 25 augusti 1944 hade regementet sin huvudsakliga övnings- och skjutplats på Villingsbergs skjutfält. Söder om kasernområdet i Kristinehamn hade regementet sitt närövningsfält. Under 1990-talet anpassades närövningsfältet till mekaniserade fordon, samt att en skjutbana på 600 meter anlades. Den 1 juli 1994 övertog Värmlands regemente förvaltningsansvaret över Villingsbergs skjutfält samt närövningsfältet. Den 1 januari 2025 övertog Bergslagens artilleriregemente förvaltningsansvaret för Villingsbergs skjutfält och Horssjöns skjutfält.

## Heraldik och traditioner

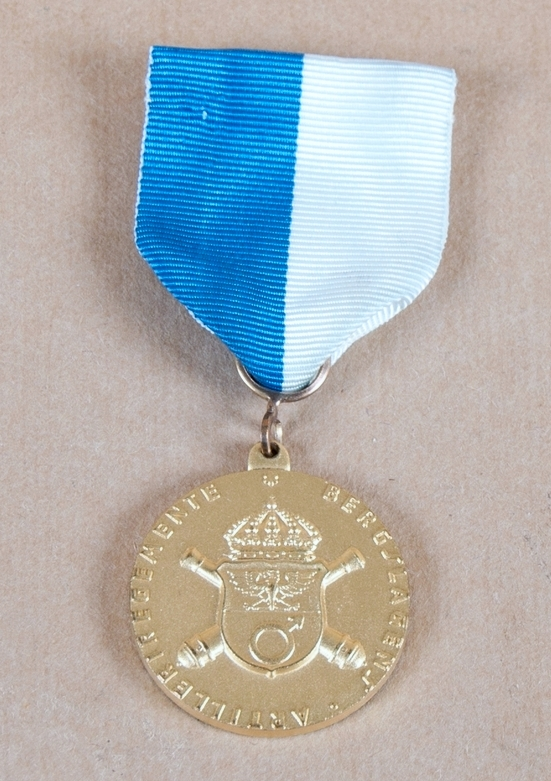
Bergslagens artilleriregementes idrottsmedalj i guld, 8:e storleken.

När regementet bildades övertogs vissa traditioner från Upplands artilleriregemente (A 5), bland annat färgen och marschen. Färgen kommer dock ursprungligen från Positionsartilleriregementet (A 9). Bergslagens artilleriregementes vapen har en tvådelad sköld över korslagda kanoner. Den övre halvan av skölden innehåller den örn som symboliserar Värmland och den nedre halvan har ett järntecken som symboliserar Bergslagen. I samband med att Artilleriregementet bildades övertog regementet ett flertal av traditionerna, bland annat förbandsmarschen, från Bergslagens artilleriregemente samt beteckningen A 9. I samband med återetableringen av Bergslagens artilleriregemente återtogs regementets traditioner som fördes åren 2000–2021 av Artilleriregementet.

### Förbandsstandar
I samband med att regementet invigdes den 27 april 1945, överlämnade kronprins Gustav Adolf regementets standar.

### Kamratförening
Vid Bergslagens artilleriregemente bildades 1944 kamratföreningen Bergslagsartillerister, från 2000 namnändrad till Artilleriregementet A 9 kamratförening och 2005 till Kristinehamns artilleriförening, vilken är en ideell förening och har som syfte att vara en länk och samlingsplats mellan anställda eller värnpliktiga som tjänstgjort vid artilleriet i Kristinehamn, vidare vårdar föreningen artilleritraditionerna i Kristinehamn.

### Utmärkelsetecken
År 1944 instiftades Bergslagens artilleriregementes idrottsmedalj i guld (BergartregidrottGM). År 1991 instiftades Bergslagens artilleriregementes förtjänstmedalj i silver (BergartregSM).

## Förbandschefer
Regementschefer verksamma vid regementet.

- 1943–1946: Carl Årmann
- 1946–1952: Axel Philipson
- 1952–1955: Thorsten Berggren
- 1955–1959: Fredrik Hård af Segerstad
- 1959–1964: Sven Sandahl
- 1964–1965: Nils Holmstedt
- 1965–1974: Sten Claëson
- 1974–1982: Gösta Mittag-Leffler
- 1982–1986: Carl Carlsson
- 1986–1992: Lars Carlson
- 1992–1994: Kjell Forssmark
- 1994–2000: Birger Almlöw
- 2000-2005: Göran Mårtensson
- 2006–2022: Ej aktivt
- 2022–20xx: Lars O Jonsson [g]

## Namn, beteckning och förläggningsort
| Kungl. Närkes artilleriregemente      | xxx-xx-xx  | – | xxx-xx-xx  |
| Kungl. Bergslagens artilleriregemente | 1943-07-01 | – | 1974-12-31 |
| Bergslagens artilleriregemente        | 1975-01-01 | – | 2000-06-30 |
| Bergslagens artilleriregemente        | 2022-12-04 | – |            |

| A 9 | 1943-07-01 | – | 2000-06-30 |
| A 9 | 2022-12-04 | – |            |

| Kristinehamns garnison (F)               | 1943-07-01 | – | 2000-06-30 |
| Kristinehamns garnison (F)               | 2022-12-04 | – |            |
| Kristinehamns övnings- och skjutfält (Ö) | 1944-05-01 | – | 1994-06-30 |
| Villingsbergs skjutfält (Ö)              | 1944-08-25 | – | 1994-06-30 |
| Villingsbergs skjutfält (Ö)              | 2025-01-01 | – |            |
| Horssjöns skjutfält (Ö)                  | 2025-01-01 | – |            |

## Galleri

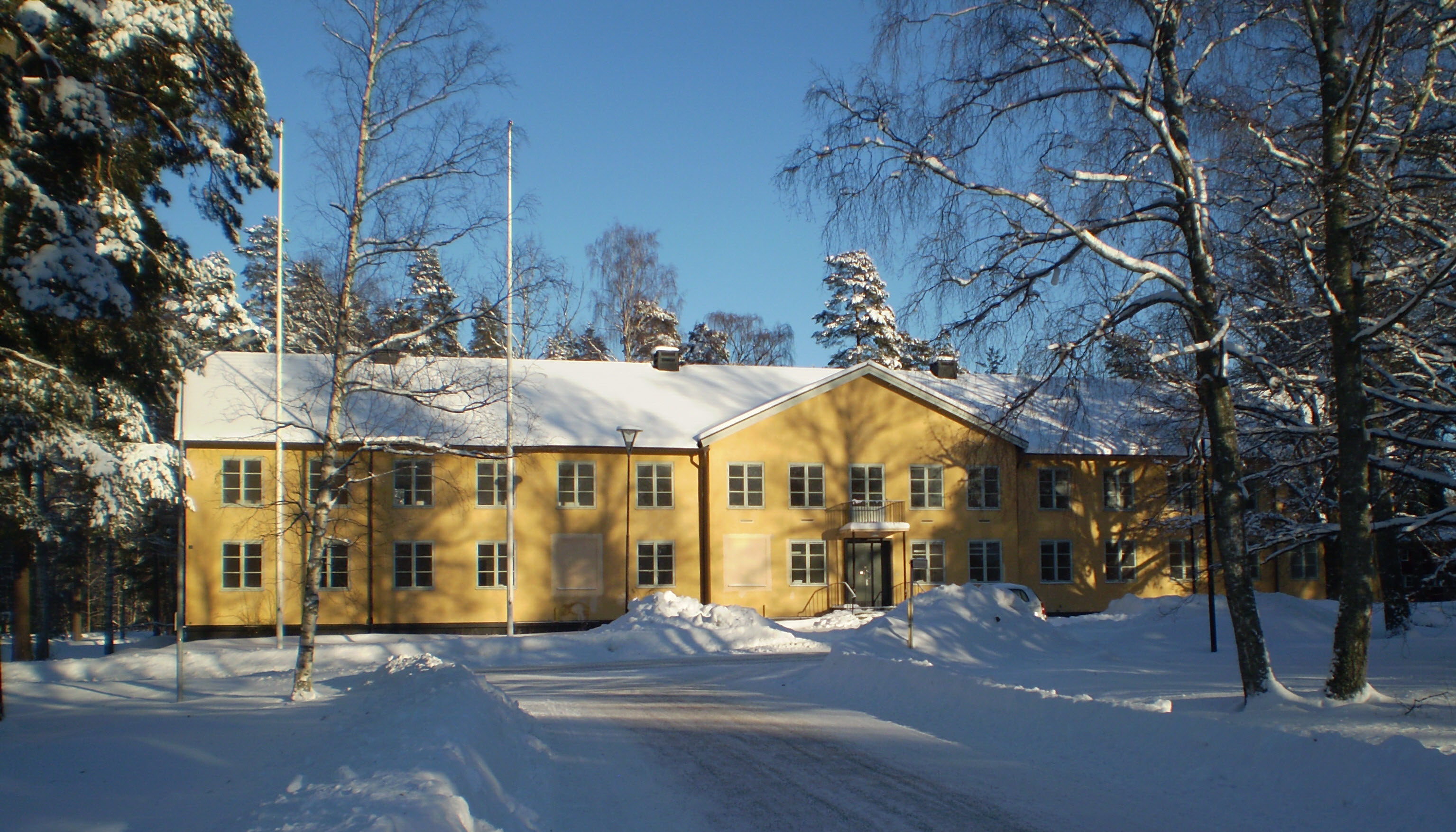
Regementets och senare garnisonens kanslihus åren 1943–2005.
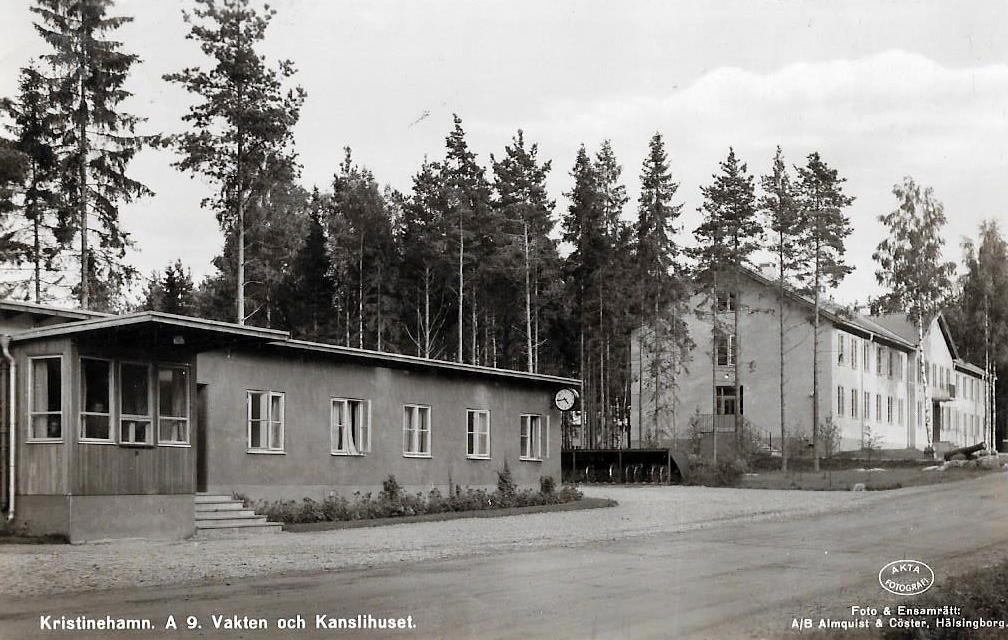
Vaktkasernen och kanslihuset åren 1943–2005.
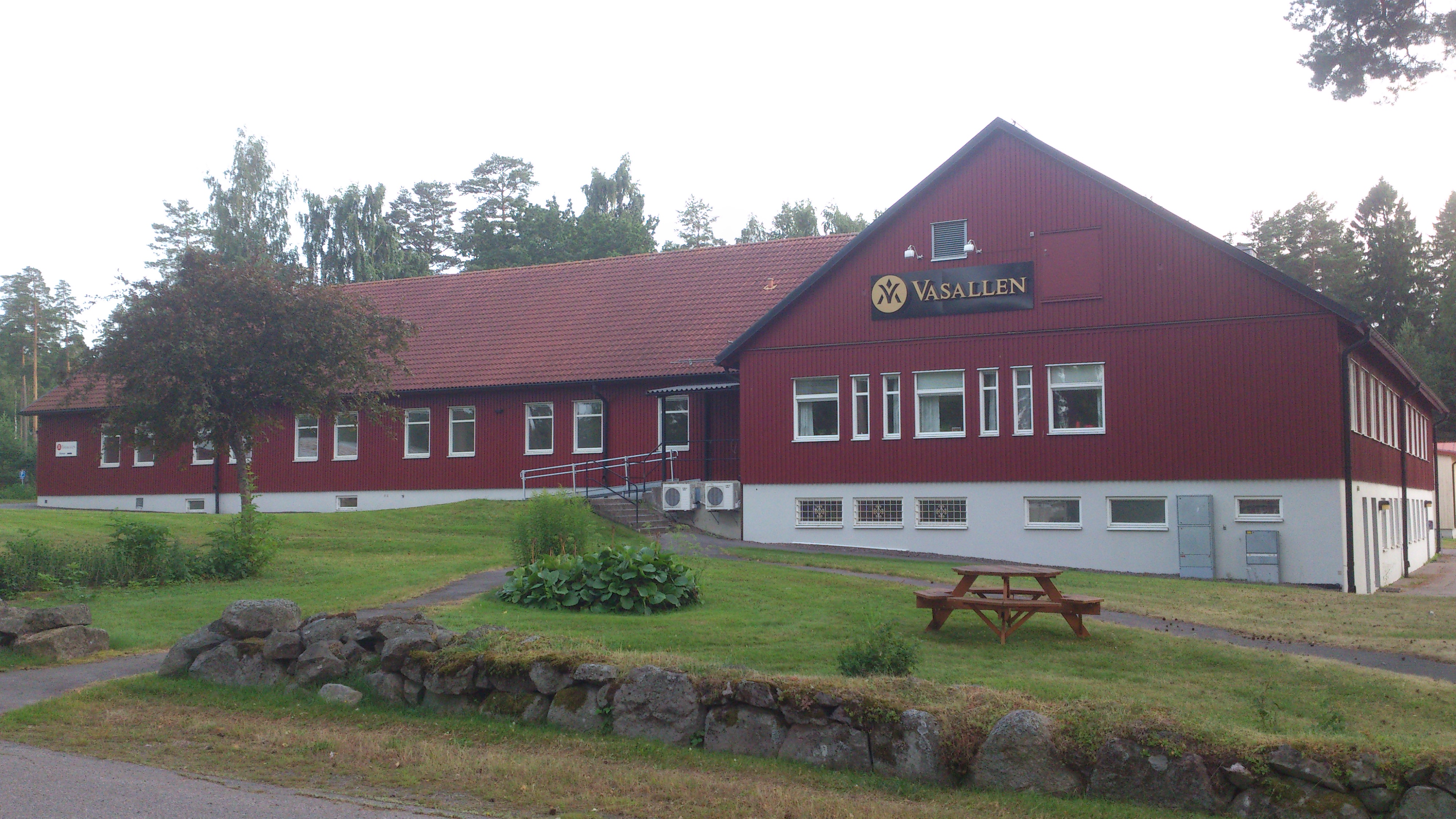
Stabsbyggnad för A 9 och IB 2 åren 1994–2000.
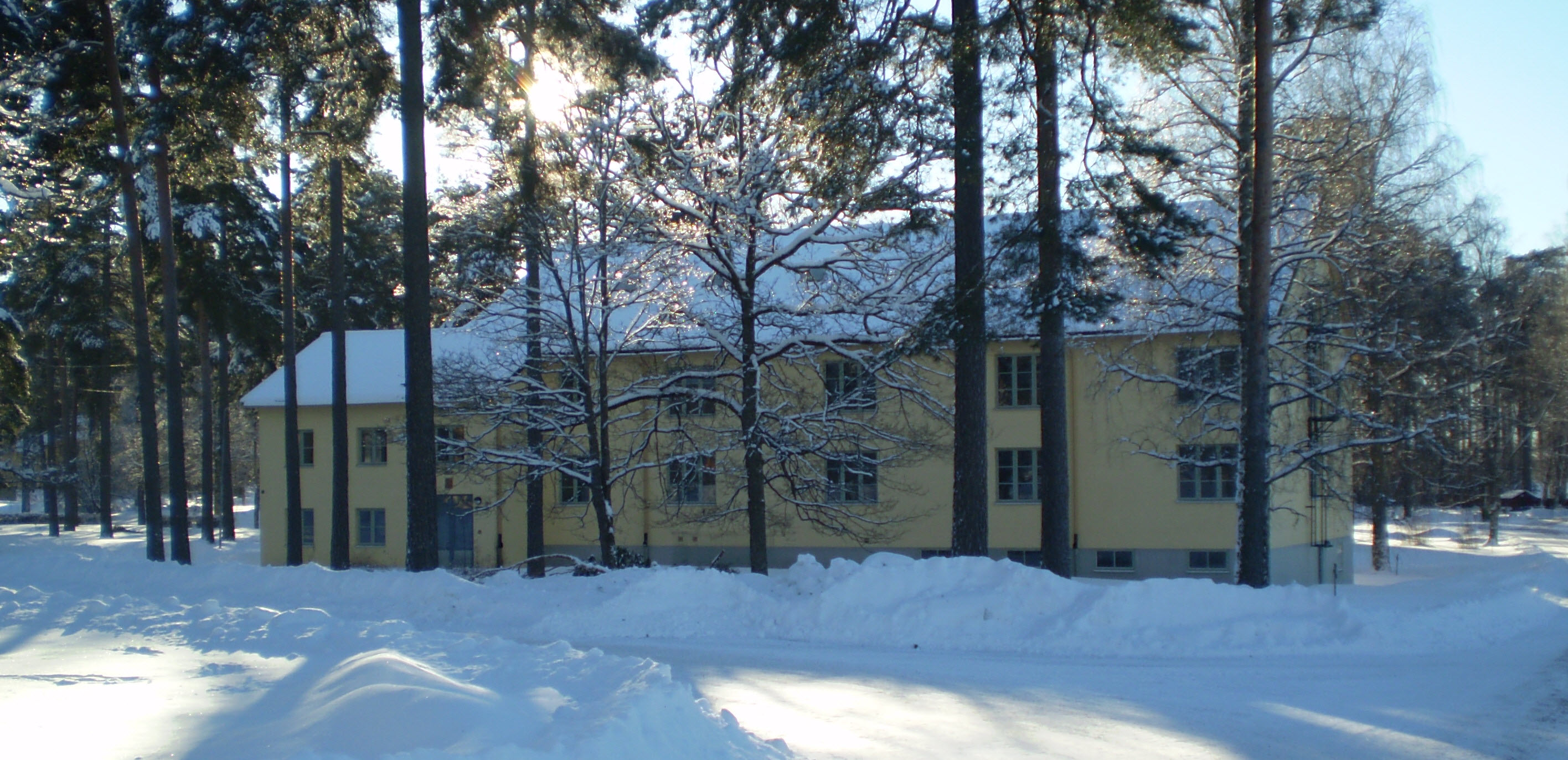
Kasern Kopparberg vid Presterud.
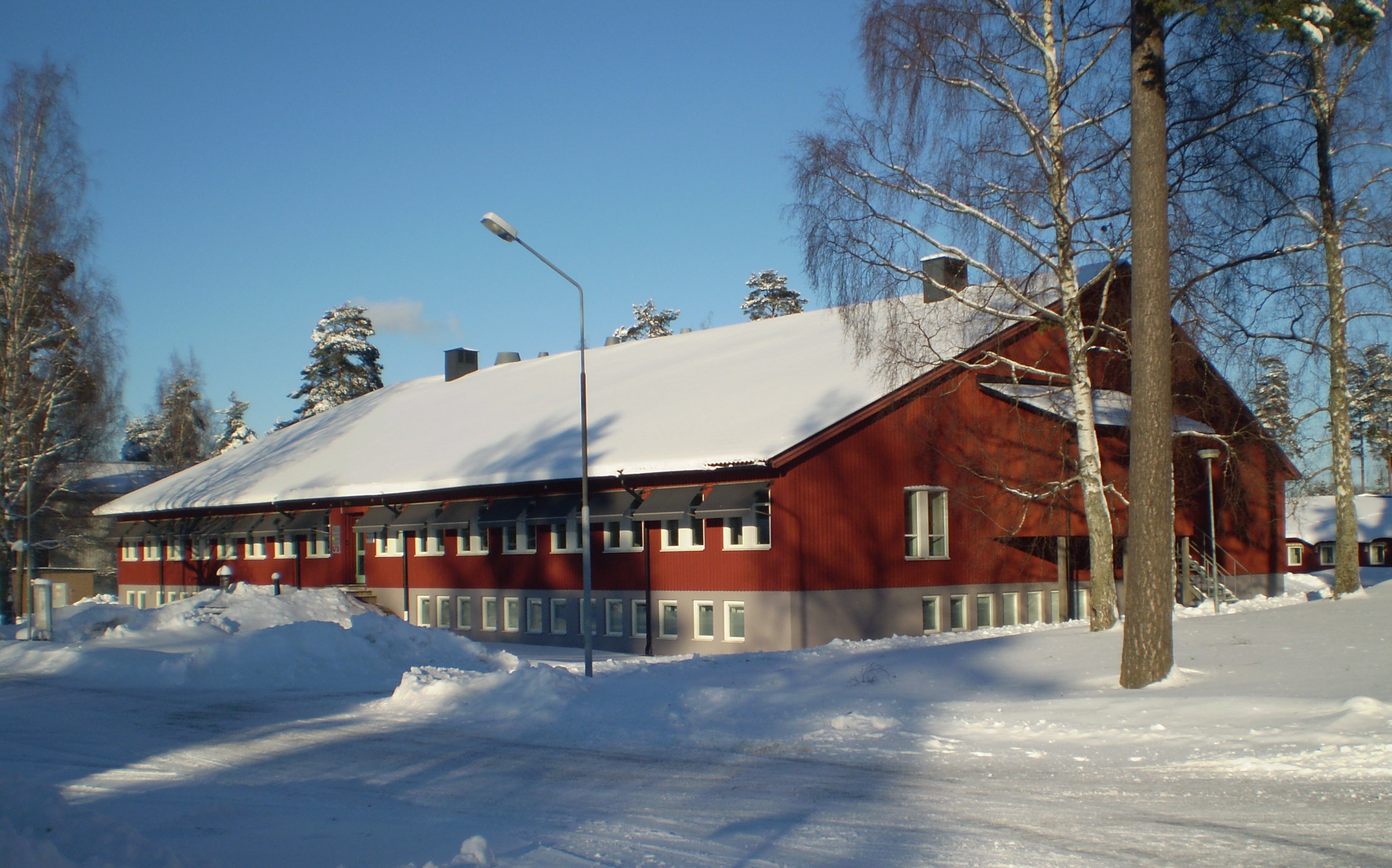
Före detta stabsbyggnad för Artilleriets stridsskola, samt den tidigare värnplikts- och personalrestaurangen.
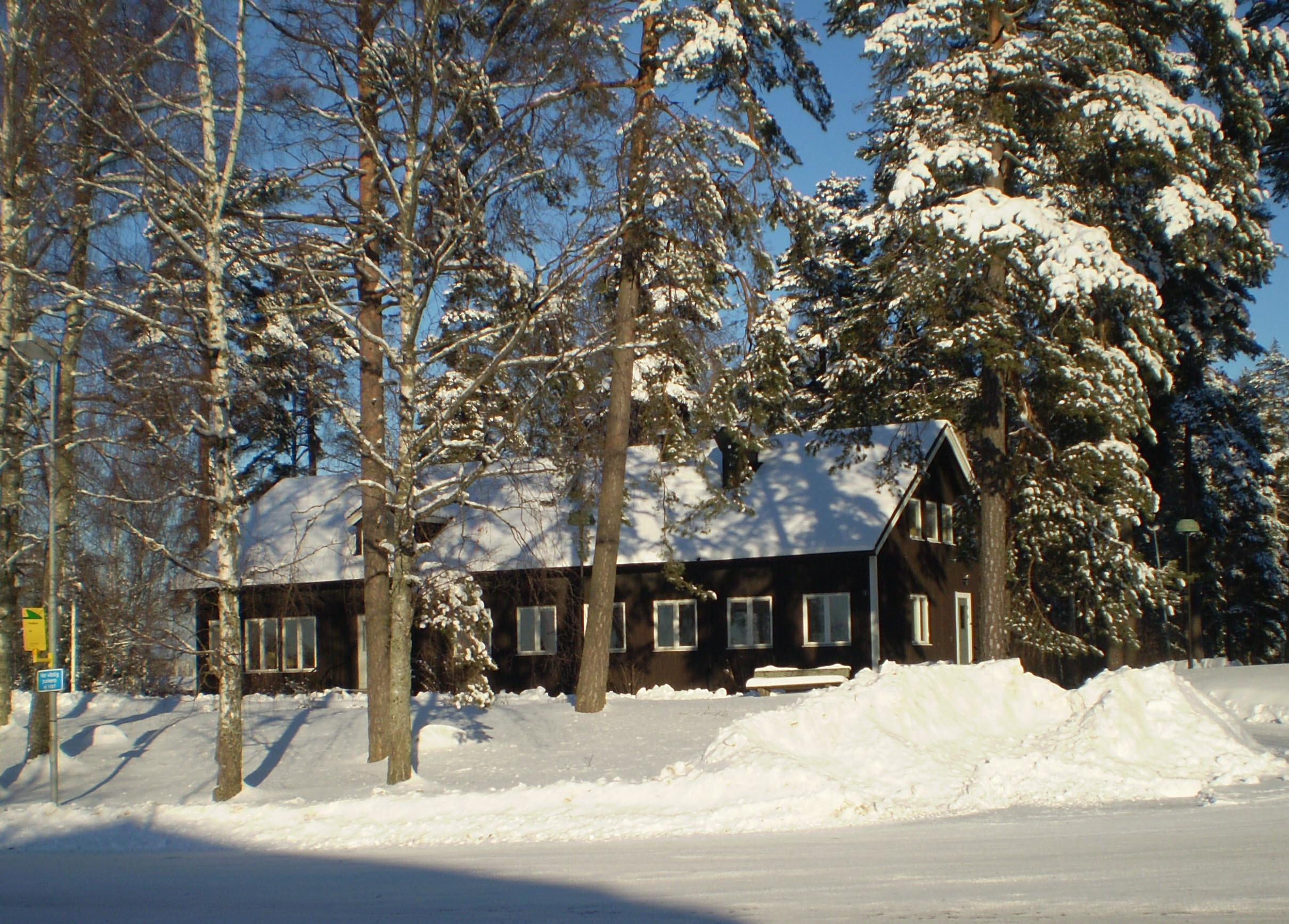
Före detta Soldathemmet vid Presterud.
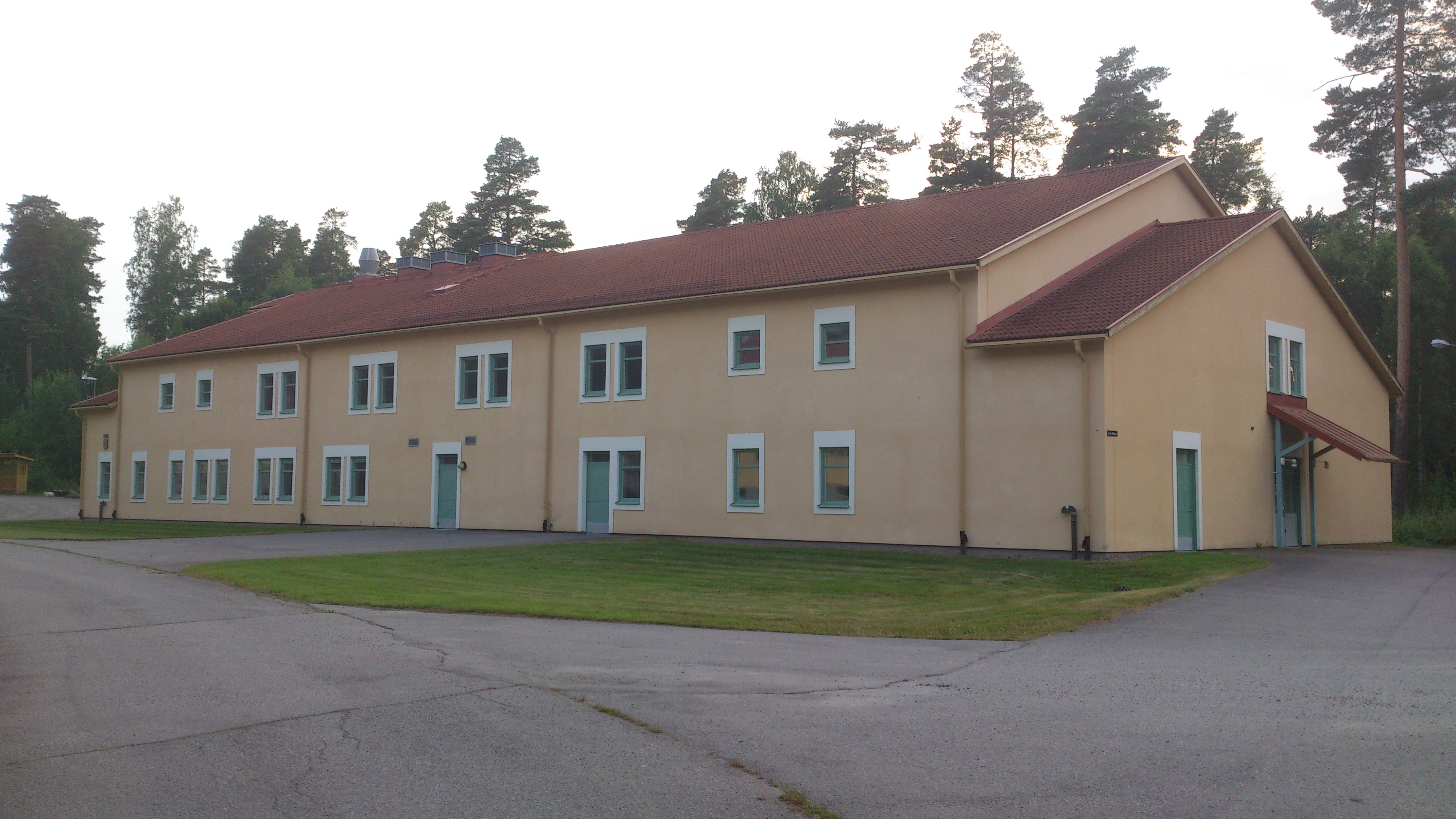
Kasern Eda Skans vid Presterud.
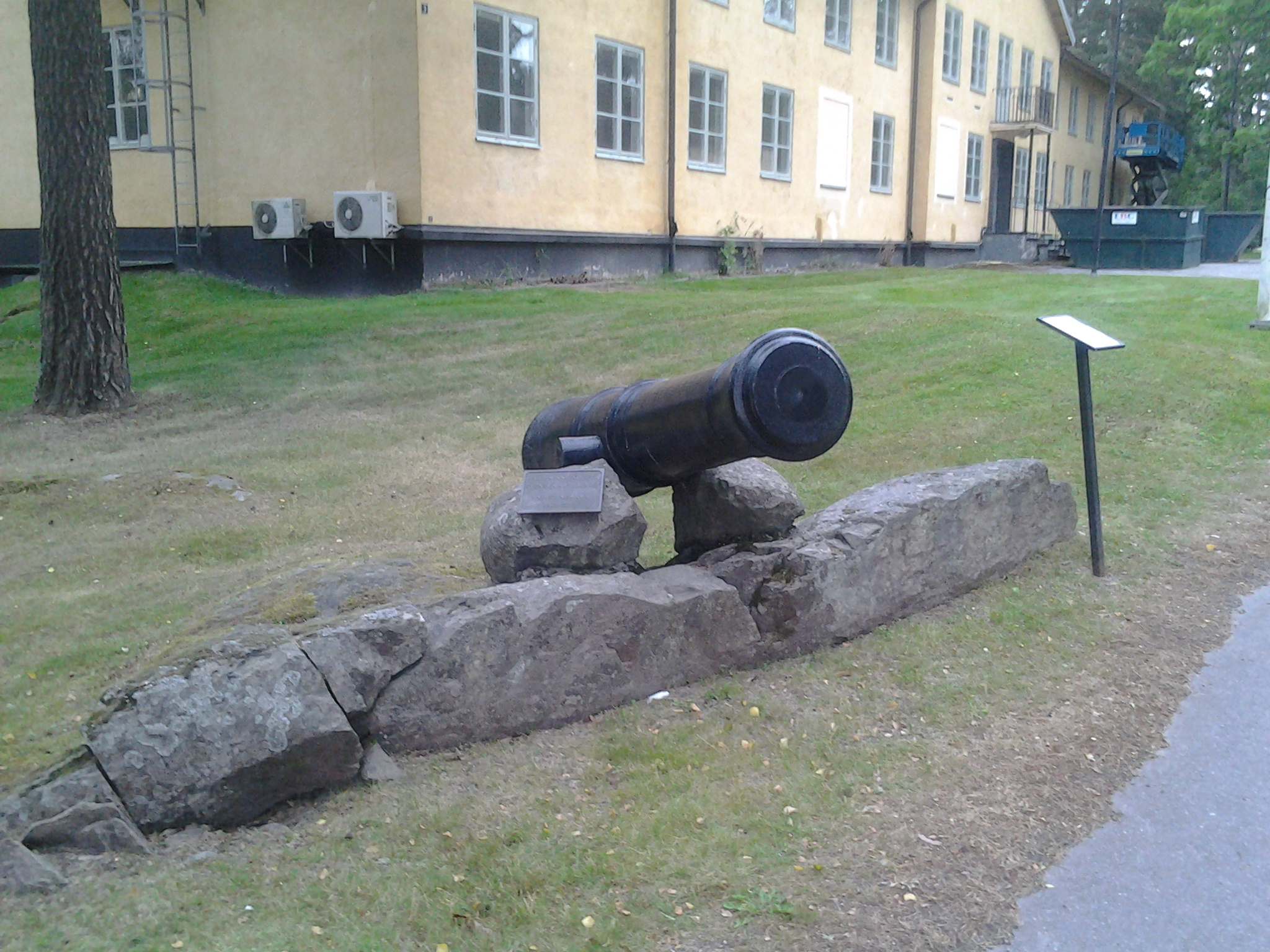
Edakanonen, till minne av artilleriet i Kristinehamn.
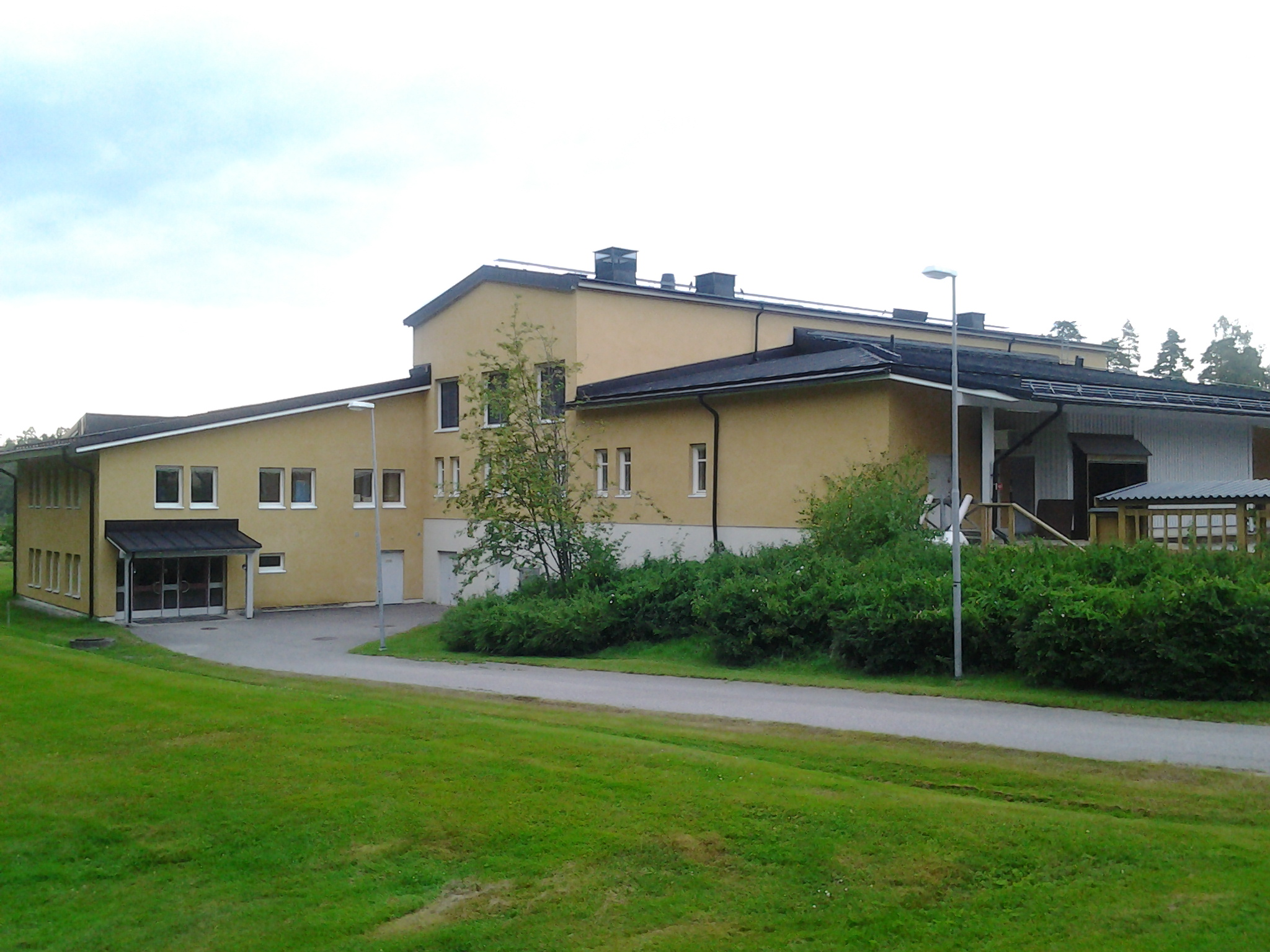
Värnplikts- och personalrestaurangen Krongården i Presterud.
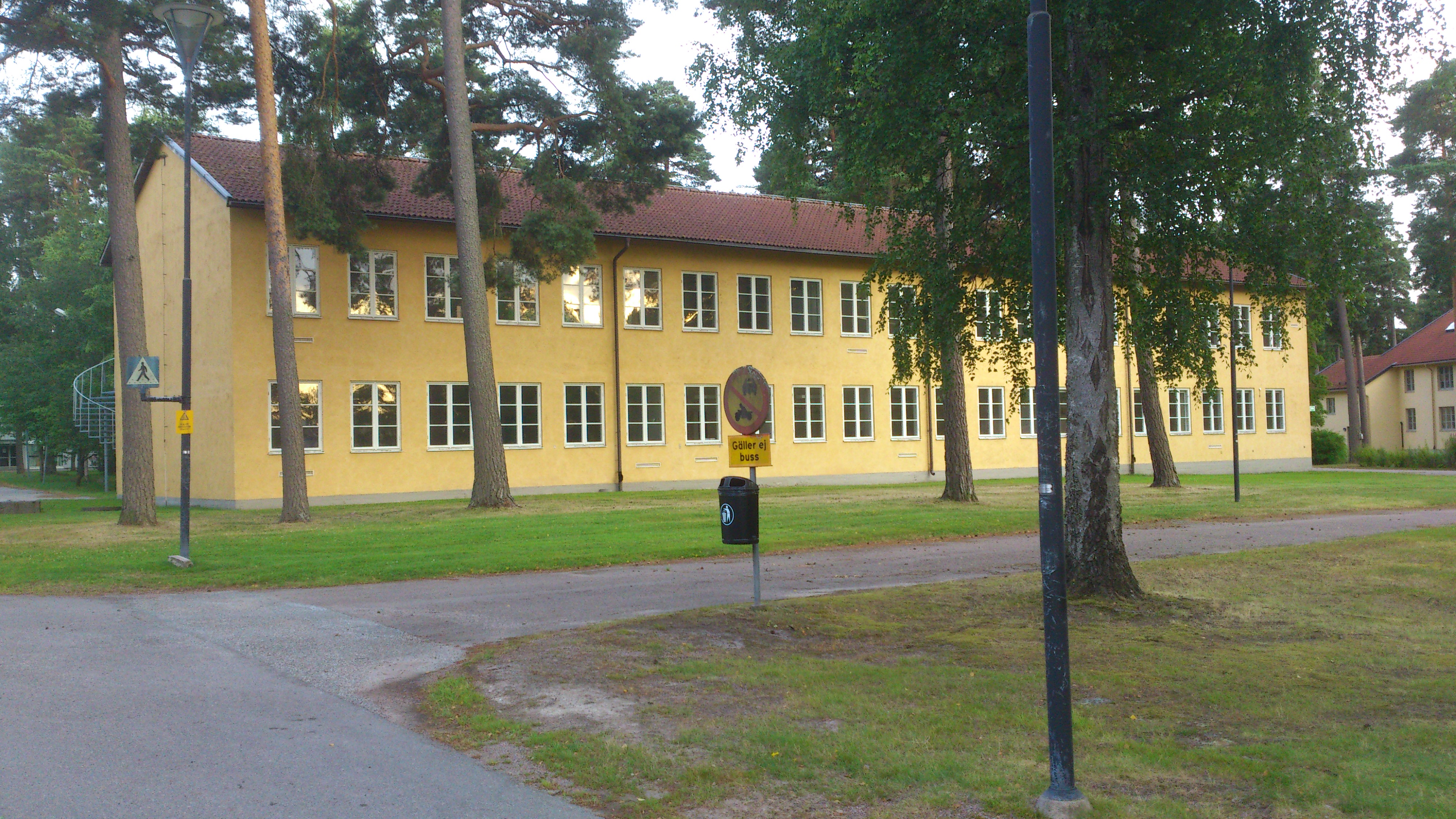
Regementets före detta skolhus i Presterud.
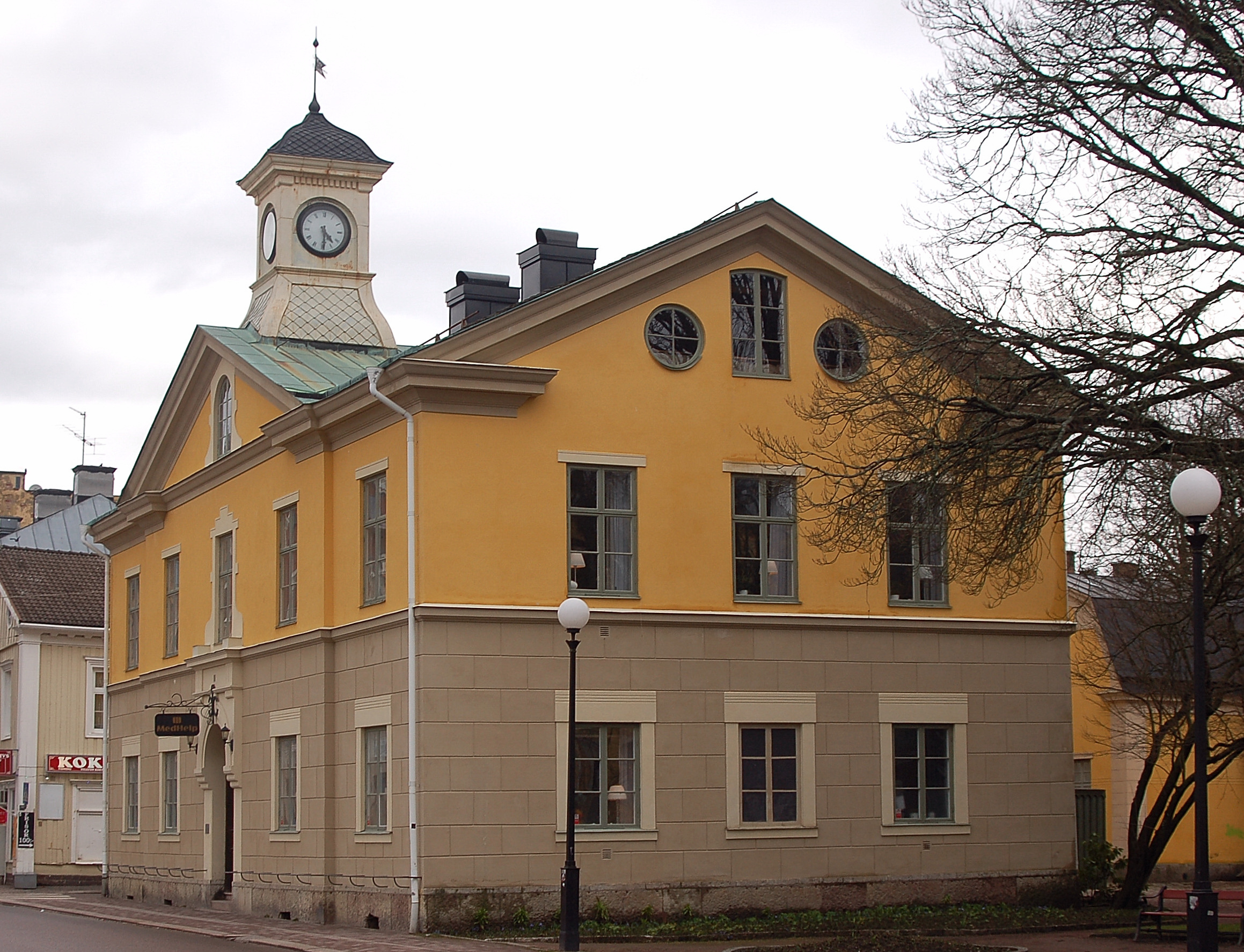
Regementets tillfälliga kanslihus i före detta Rådhuset i Kristinehamn